# Jacques Gripel
Jacques Gripel, né le 19 janvier 1931 à Clermont-Ferrand et mort accidentellement le 11 avril 1979 dans la même ville, est un acteur de théâtre et de télévision.

## Filmographie

### Cinéma
- 1964 : Pehlivan de Maurice Pialat : le narrateur

### Télévision

#### Téléfilms
- 1972 : La Mare au diable de Pierre Cardinal : Germain
- 1968 : La Beauté sur la terre de Pierre Cardinal : Maurice Busset
- 1967 : L'Affaire Lourdes de Marcel Bluwal
- 1966 : La Grande peur dans la montagne de Pierre Cardinal
- 1964 : Woyzeck  de Marcel Bluwal : Le bonimenteur
- 1961 : Flore et Blancheflore de Jean Prat
- 1961 : Le Médecin volant de Ange Casta (d'après Molière) : Le docteur
- 1961 : Le Nain de Pierre Badel : Fifrelin
- 1961 : Marceau ou Les enfants de la république de René Lucot : Le bonimenteur
- 1960 : Les Joueurs de Marcel Bluwal
- 1960 : Cyrano de Bergerac de Claude Barma : un cadet de Gascogne

#### Séries télévisées
- 1978 : Mamma Rosa ou La farce du destin (mini-série)
- 1974-1975 : La Juive du Château-Trompette réal. Yannick Andréi - 6 épisodes (mini-série) : L'Agenais
- 1973 : Les Nouvelles Aventures de Vidocq de Marcel Bluwal - épisode :  L'épingle noire
- 1967 : Les Cinq Dernières Minutes, épisode Voies de faits de Jean-Pierre Decourt : Pierre Canouënnec
- 1966 : Allô police de Robert Guez et Pierre Goutas : Fausse monnaie (série TV ) : Carabi
- 1965 : Belle et Sébastien de Cécile Aubry : un trafiquant
- 1964 : Les Aventures de Monsieur Pickwick (mini-série) : Jingle
- 1964 : La caméra explore le temps  - épisode : La Terreur et la Vertu de Stellio Lorenzi : Fleuriot-Lescot
- 1961 : La caméra explore le temps - épisode : L'aventure de la duchesse de Berry de Pierre Nivollet : Le premier gendarme
- 1960 : En votre âme et conscience, épisode : Le Crime de Madame Achet de Michel Mitrani

## Théâtre
- 1955 : Un mari idéal d’Oscar Wilde
- 1956 : Requiem pour une nonne de William Faulkner
- 1959 : La Punaise de Vladimir Maïakovski, mise en scène André Barsacq, Théâtre de l'Atelier
- 1962 : Le Bourgeois gentilhomme  de Molière
- 1965 : Les Fourberies de Scapin  de Molière
- 1971 : Torquemada de Victor Hugo, mise en scène Denis Llorca, Théâtre du Midi : Festival de la Cité Carcassonne, Festival de Marsillargues, Festival de Collioure, Festival de la mer Sète
- 1971 : Au bal des chiens  de Remo Forlani, Théâtre de l'Atelier
- 1975 :  Le roi des cons de Georges Wolinski
- 1976 : Simon le bienheureux de Simon Gray